# Ulica Paulińska w Krakowie
Ulica Paulińska – ulica w Krakowie, w dzielnicy I Stare Miasto, na Kazimierzu.
Łączy ulicę św. Stanisława z ulicą Augustiańską. Jest jednojezdniowa.

## Historia
Ulica w obecnym kształcie została wytyczona w drugiej połowie XIX wieku w miejscu dawnej drogi biegnącej pod dawnymi murami obronnymi Kazimierza (częściowo też zachowanymi, znajdującymi się przy ulicy). Po raz pierwszy ulica została zaznaczona na planie miasta Kazimierz w 1887 jako przedłużenie ówczesnej ul. Miedzuch, miała też wspólną z nią nazwę, natomiast w 1912 ulica otrzymała nazwę ul. Dow Bera Meiselsa. 
W 1917 roku Rada Miasta Krakowa nadała ulicy nazwę Paulińskiej. Decyzjata została uzasadniona tym, że ulica graniczy z jednej strony z terenem klasztoru Paulinów na Skałce.
Od 2013 roku w kamienicy przy ul. Paulińskiej 28, będącej przed II wojną światową Nową Mykwą żydowską (zwaną także „Łaźnią Ludową Rytualną”), mieści się Teatr BARAKAH. 

## Zabudowa
- ul. Paulińska 2 (ul. św. Stanisława 14) – kamienica. Projektował Zygmunt Prokesz, 1929.
- ul. Paulińska 8 – kamienica. Projektował Jozue Oberleder, 1912.
- ul. Paulińska 10 (ul. Elizy Orzeszkowej 9 ) – kamienica. Projektował Ignacy Tislowitz, 1911–1912.
- ul. Paulińska 12 (ul. Elizy Orzeszkowej 10) – kamienica. Projektował Ferdynand Liebling i Jozue Oberleder, 1911.
- ul. Paulińska 14 – kamienica. Projektował Jozue Oberleder, 1912.
- ul. Paulińska 16 – kamienica, 1912.
- ul. Paulińska 18 – kamienica. Projektował L. Feniger, 1930[a].
- ul. Paulińska 20 – kamienica. Projektował Jozue Oberleder, 1914.
- ul. Paulińska 22 – kamienica. Projektował Jozue Oberleder, 1914.
- ul. Paulińska 26 – kamienica. Projektował Jozue Oberleder, 1918.
- ul. Paulińska 28 – mykwa. Projektował Henryk Lamensdorf, 1913.
- ul. Paulińska 30 – kamienica. Projekował Henryk Lamensdorf, 1911.

- ul. Paulińska – mur obronny Kazimierza, 1340[b].

Opracowano na podstawie źródła: Gminnej ewidencji zabytków – Kraków.

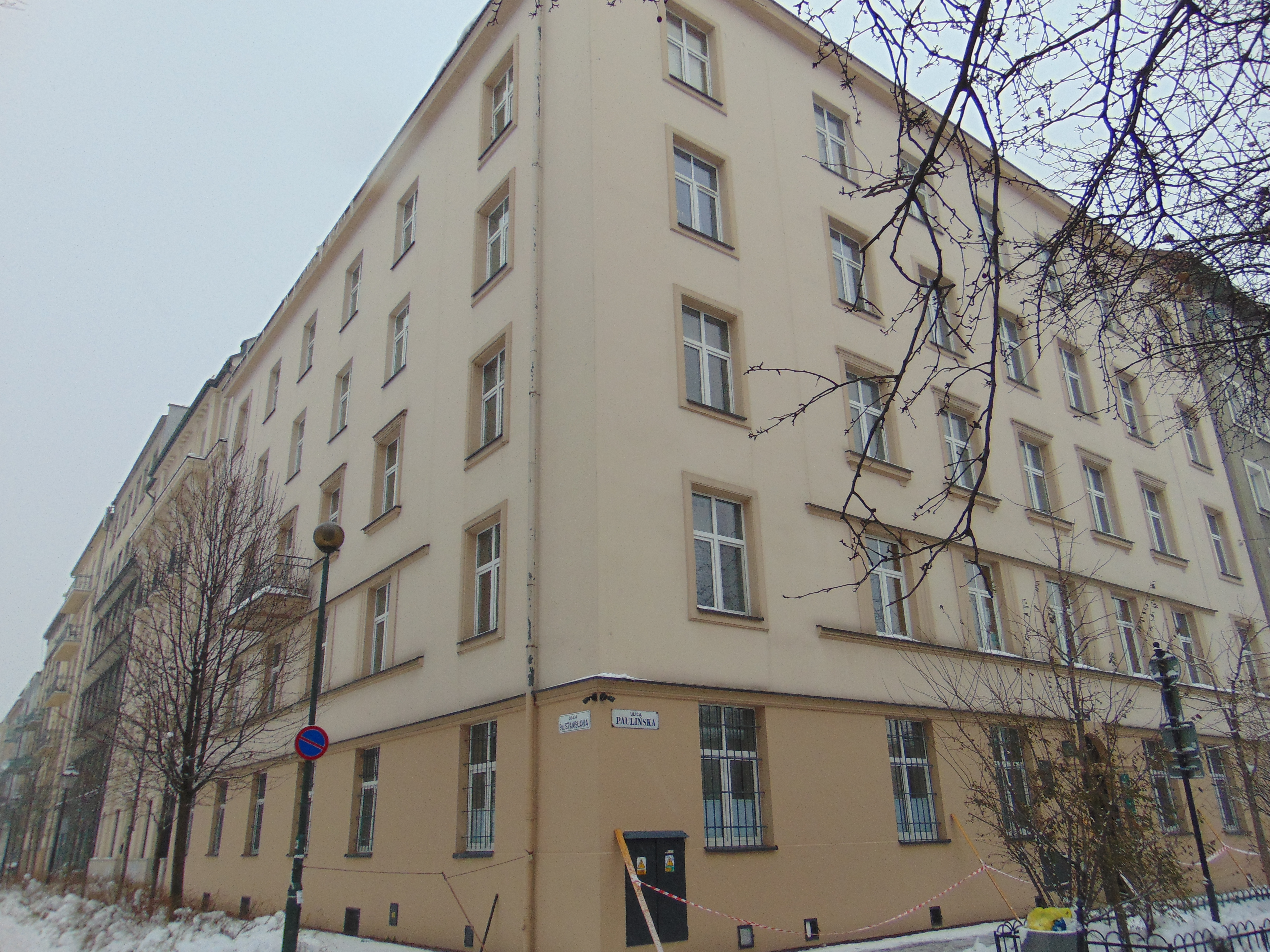
ul. Paulińska 2 Kamienica (proj. Zygmunt Prokesz, 1929)
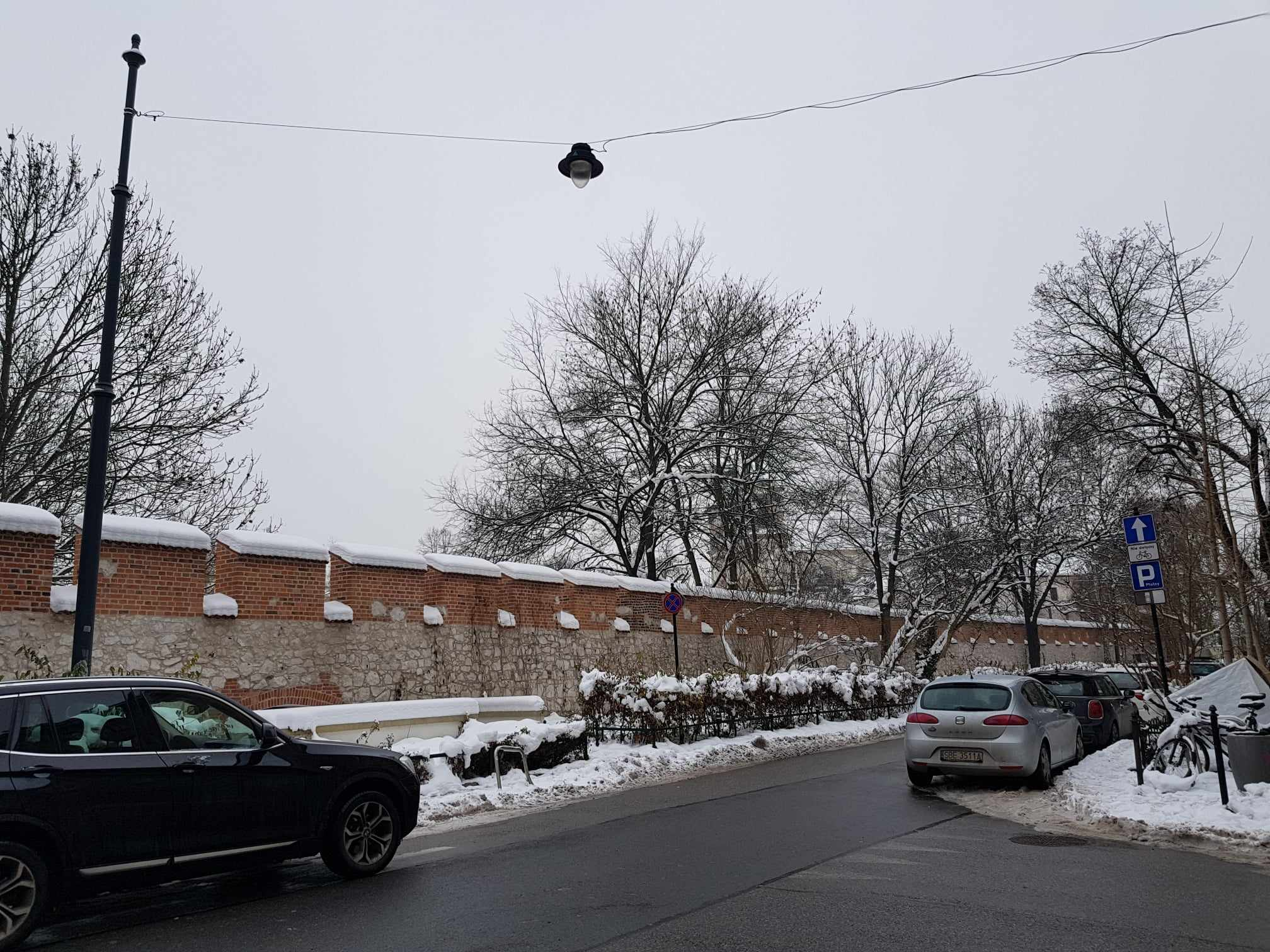
Mury obronne Kazimierza znajdujące się przy ulicy Paulińskiej.
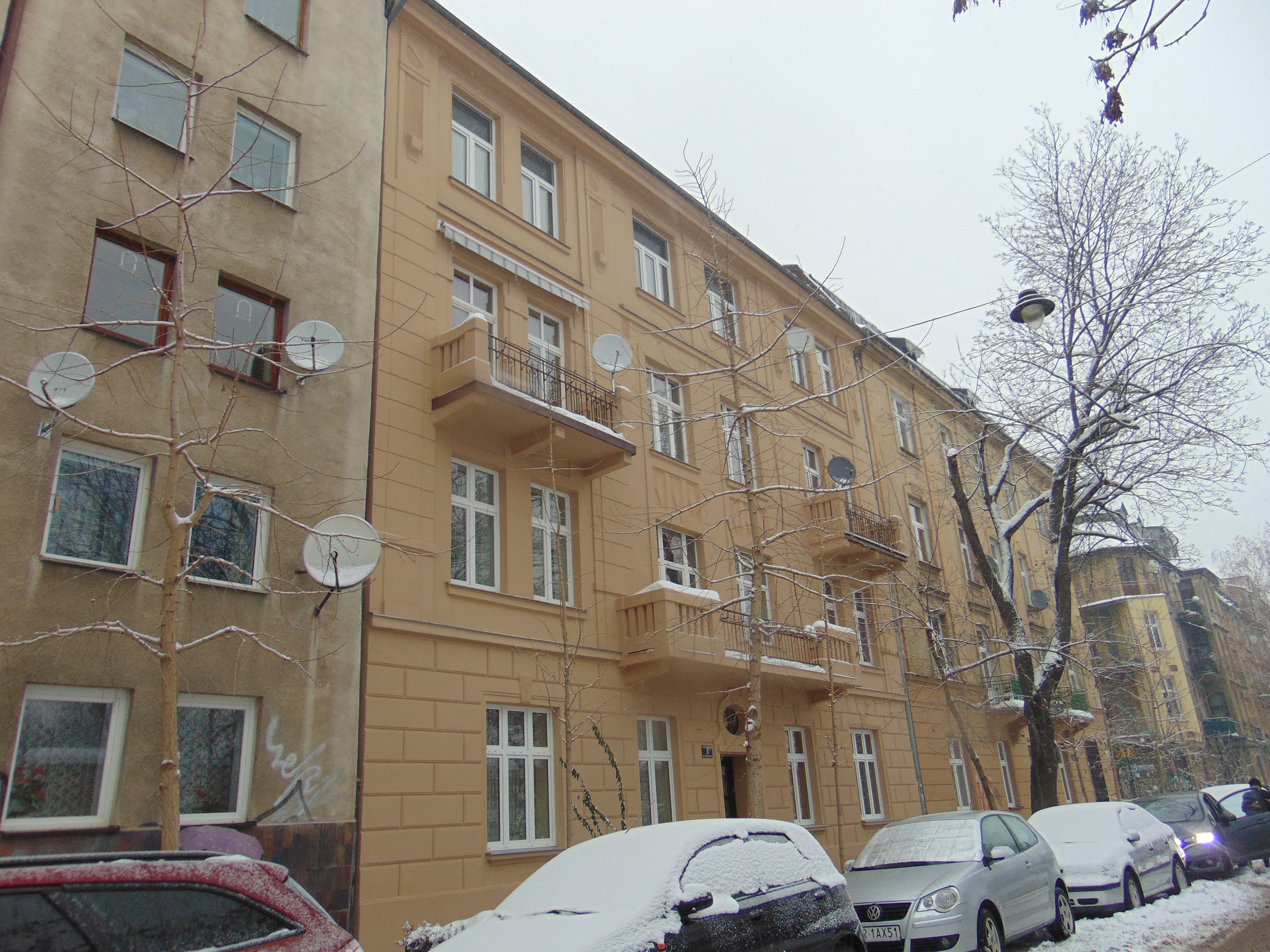
ul. Paulińska 8 Kamienica (proj. Jozue Oberleder, 1912)
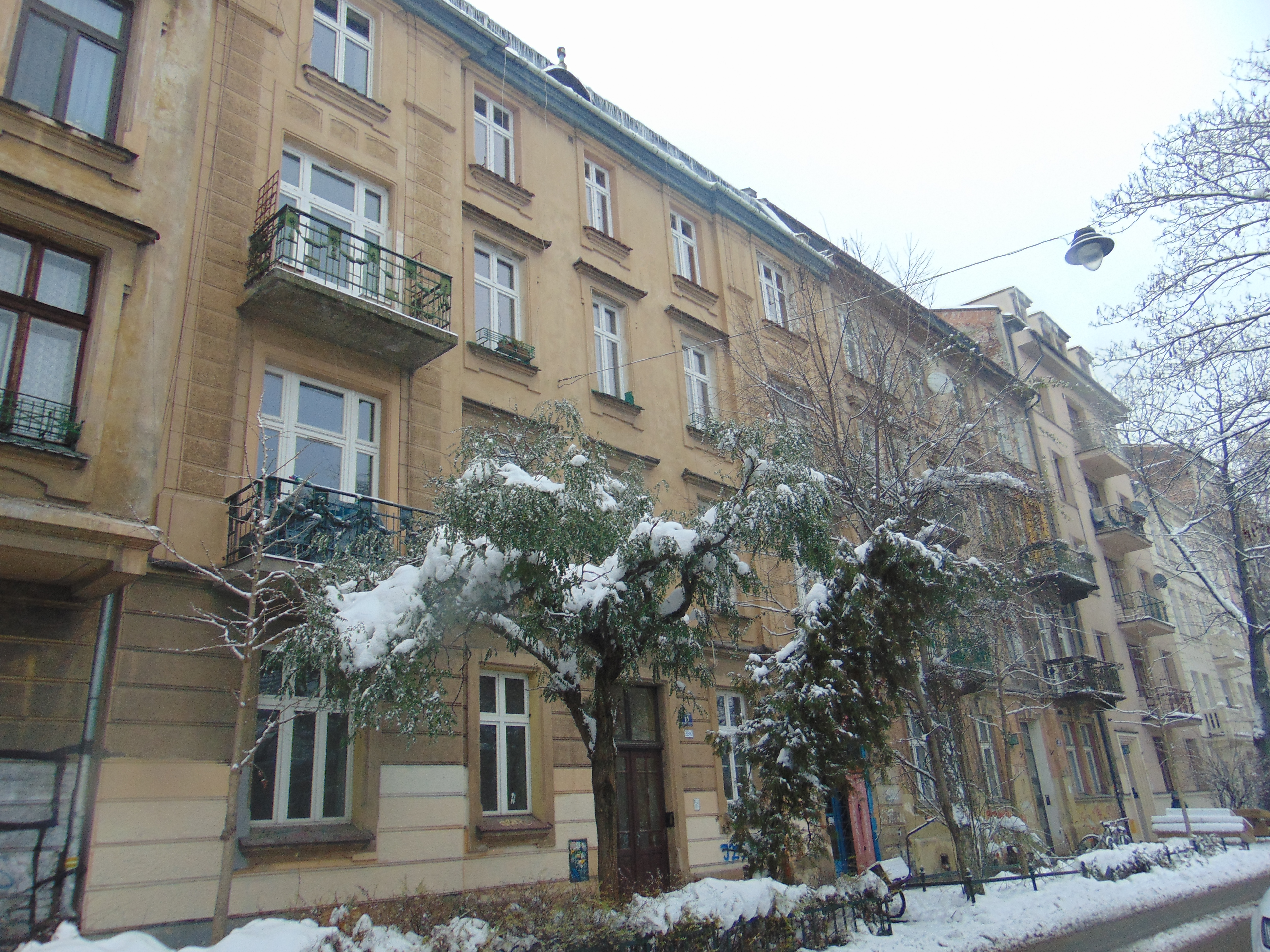
ul. Paulińska 14 Kamienica (proj. Jozue Oberleder, 1912)
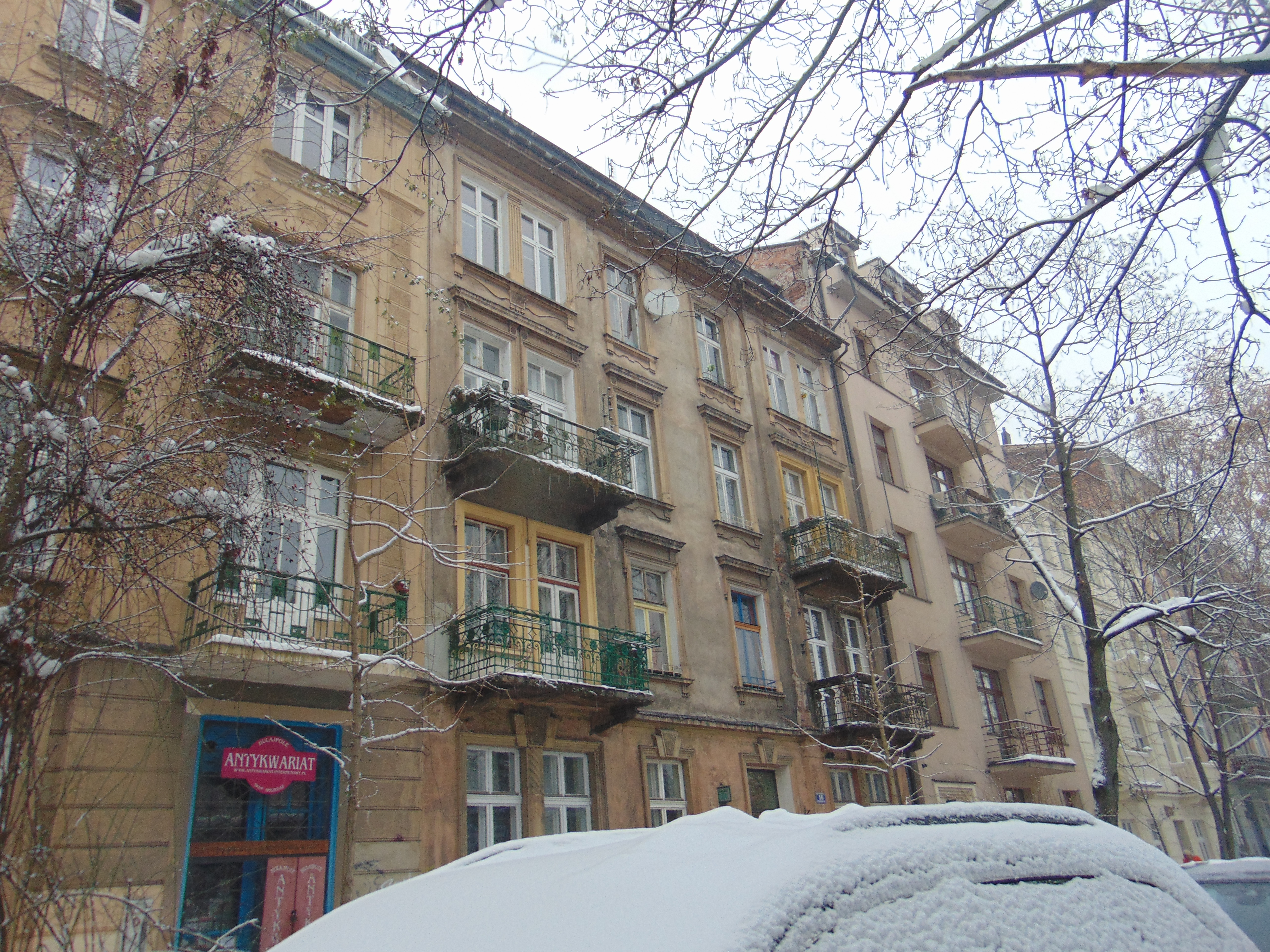
ul. Paulińska 16 Kamienica (1912)
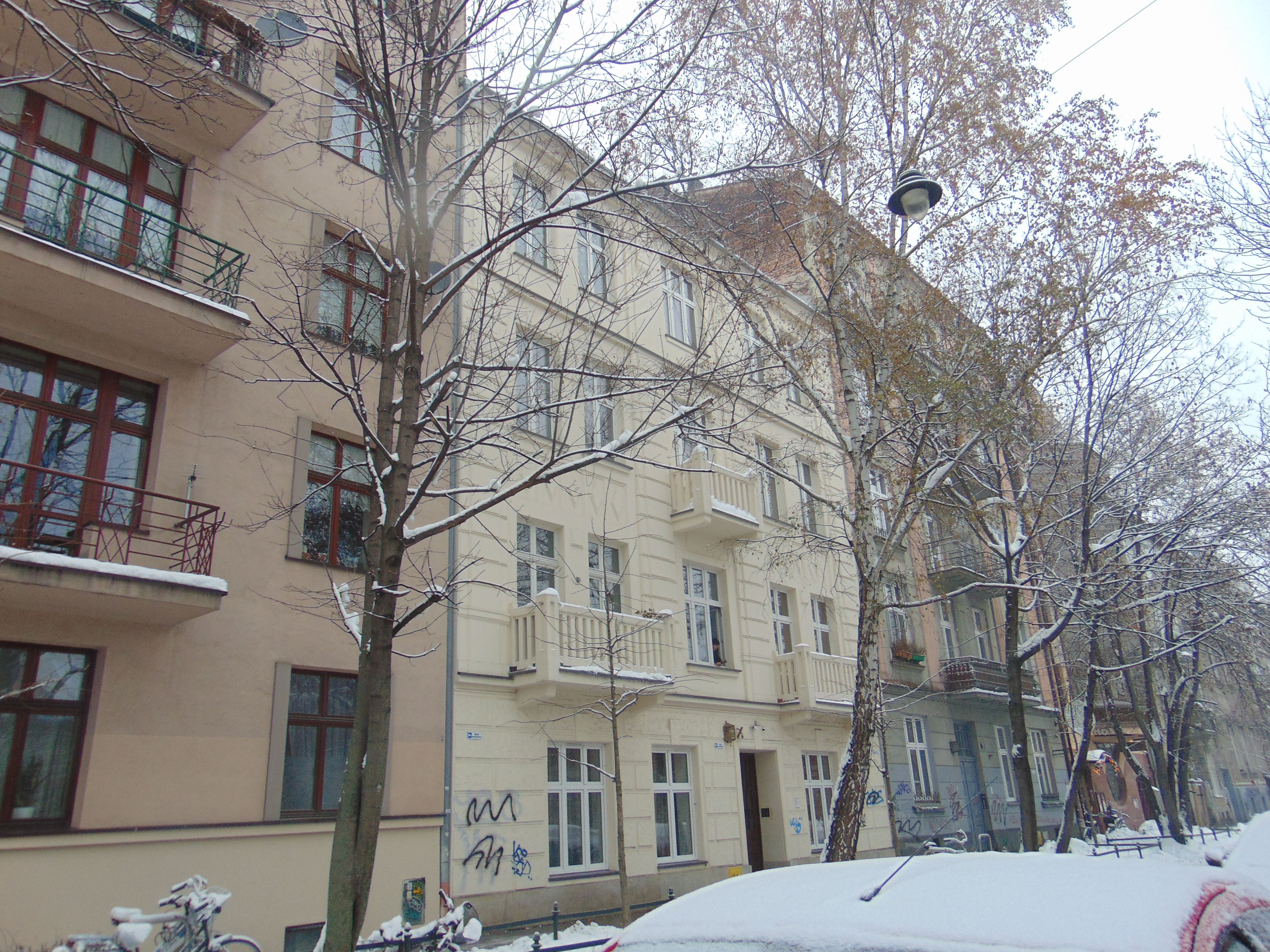
ul. Paulińska 20 Kamienica (proj. Jozue Oberleder, 1914)
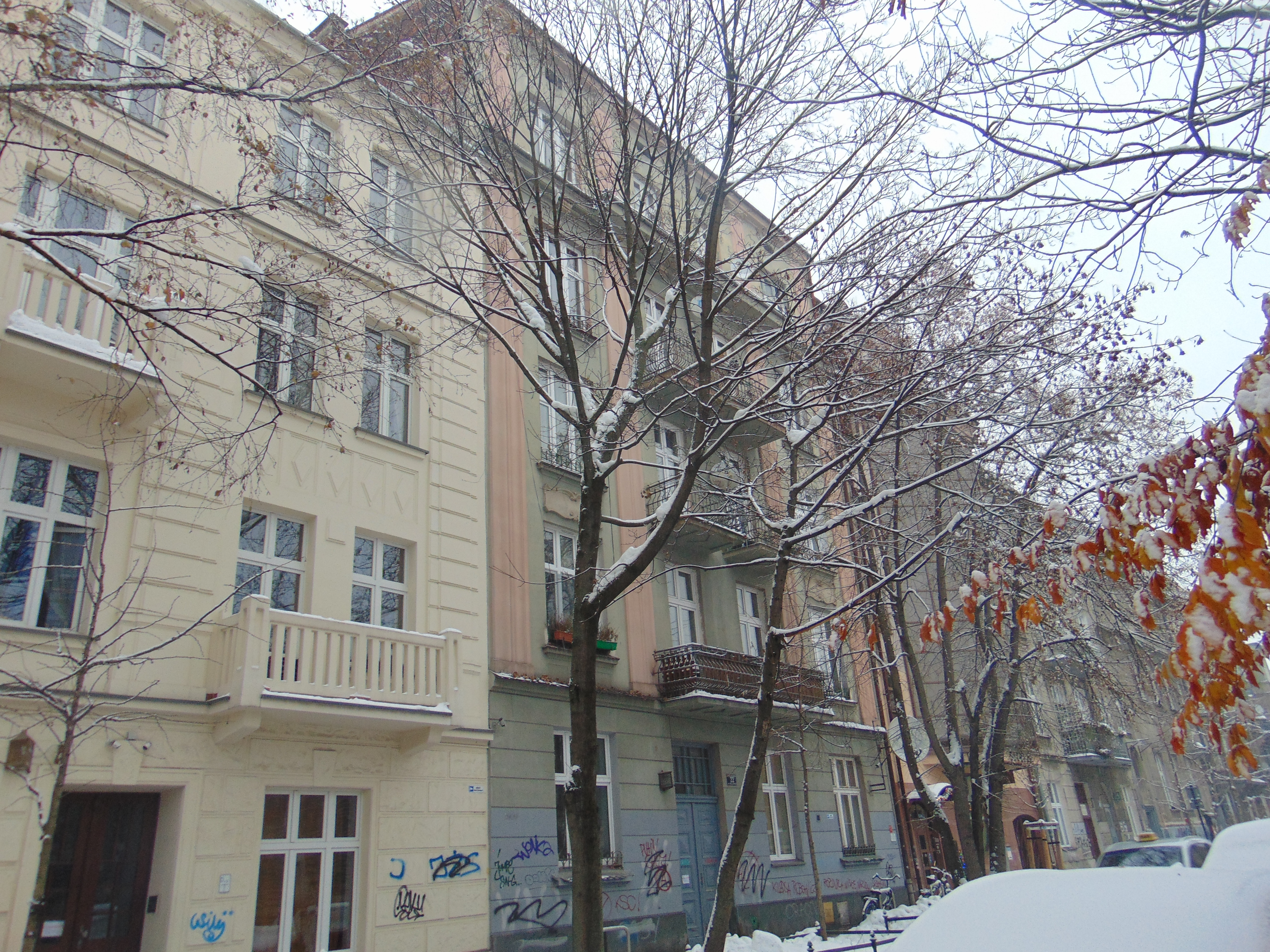
ul. Paulińska 22 Kamienica (proj. Jozue Oberleder, 1914)
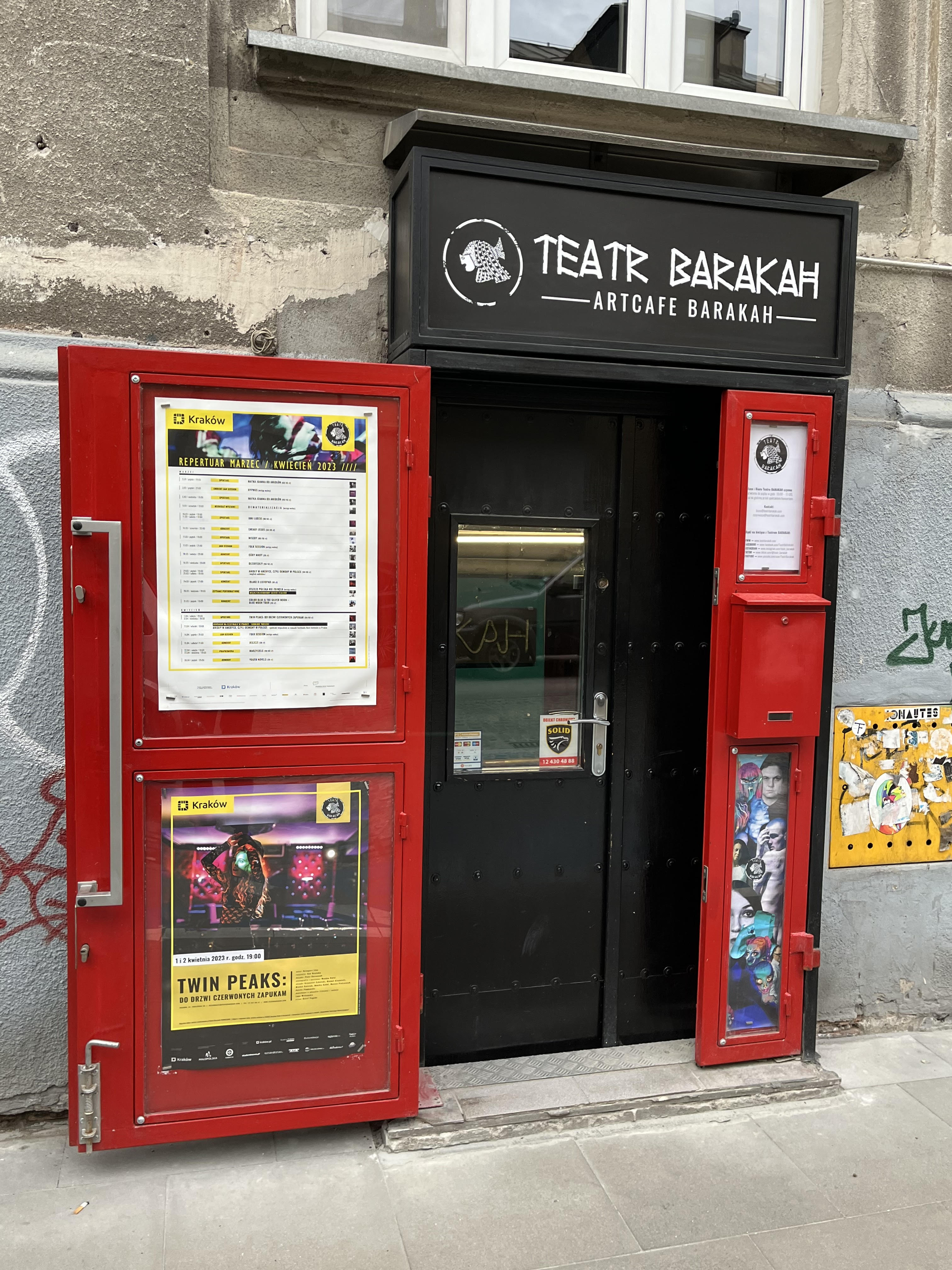
ul. Paulińska 28 wejście do Teatru BARAKAH (2023)